# Беата Гордон
Беа́та Го́рдон, псевдонім Беата Сирота (англ. Beate Sirota Gordon; 25 жовтня 1923, Відень — 30 грудня 2012) — американська театральна мисткиня та громадська діячка. Феміністка, борчиня за права жінок. Авторка спогадів «Єдина жінка у кімнаті» («The Only Woman in the Room»), співавторка Конституції Японії.

## Життєпис
Народилася 25 жовтня 1923 року у Відні, в родині єврейського піаніста-віртуоза Лео Сироти. Навчалася в Коледжі Міллза і German School Tokyo Yokohama.
Під час Другої світової війни Сирота була повністю відрізана від своїх батьків в Японії. Пізніше вона розповідала, що в США в 1940 році вона була однією з шістдесяти п'яти європеоїдів, які вільно володіли японською мовою. Під час війни вона працювала в Управлінні військової інформації у Службі інформації про іноземне мовлення Федеральної комісії з питань зв'язку. Вона також працювала в журналі «Тайм».
Вона була першою цивільною жінкою, яка прибула до післявоєнної Японії. Призначена до штабу з політичних питань, вона працювала в окупаційній армії Верховного головнокомандувача союзних держав Дугласа Макартура як перекладачка. Окрім японської, вона вільно володіла англійською, німецькою, французькою та російською мовами.
Померла у віці 89 років від раку підшлункової залози 30 грудня 2012 року у Нью-Йорку.